# Тбилисский цирк
Тбилисский цирк — культурное учреждение в столице Грузии на площади Героев. 

## История
В 1936 году проект Тбилисского государственного цирка на 2000 зрителей получил высшую оценку. Авторы — архитекторы С. Сатунц, М. С. Непринцев, В. Урушадзе. В 1938—1940 гг. на образовавшемся при пробивке улицы Челюскинцев через гору холме было возведено здание цирка.
Внешний вид объема здания целиком определяется его функциональным назначением; оно представляет собой два поставленных друг на друга цилиндра. Круглое центральное ядро циркового здания подчеркнуто восьмиколонным портиком коринфского ордера, обращенным в сторону площади. Основным композиционным мотивом в разработке фасадов является тот же коринфский ордер в виде пилястров, которые окружают здание в целом. Центр композиции цирка — круглый зрительный зал диаметром 44 м (высота плафона 23 м), вмещающий 2000 зрителей. 
Роман Гамсахурдия до конца своей жизни руководил строительством цирка, он скончался в ноябре 1939 года, когда строительство цирка было завершено. 29 декабря 1939 года цирк был открыт. Однако, грузинский цирковой коллектив пока не был создан.
В 1942—1953 годах — директор цирка Владимир Кавсадзе.
В 2003—2011 гг. проведена реконструкция здания.
- 1940 г.
- Фрагмент портика.
- 2008 г.